# ATP Challenger Curitiba
Das ATP Challenger Curitiba (offizieller Name: Aberto do Paraná de Tênis) war ein Tennisturnier in Curitiba, das 2016 einmal ausgetragen wurde. Es war Teil der ATP Challenger Tour und wurde im Freien auf Sand ausgetragen. An derselben Stelle im Graciosa Country Club wurde 2010 bereits einmalig Turnier ausgetragen.

## Liste der Sieger

### Einzel
| Jahr                         | Sieger          | Finalgegner           | Ergebnis        |
| ---------------------------- | --------------- | --------------------- | --------------- |
| 2024                         | Jaime Faria     | Felipe Meligeni Alves | 6:4, 6:4        |
| 2023                         | Hugo Dellien    | Oliver Crawford       | 7:66, 4:6, 7:61 |
| 2017–2022: nicht ausgetragen |                 |                       |                 |
| 2016                         | Agustín Velotti | André Ghem            | 6:0, 6:4        |
| 2011–2015: nicht ausgetragen |                 |                       |                 |
| 2010                         | Dominik Meffert | Ricardo Mello         | 6:1, 4:6, 7:64  |

### Doppel
| Jahr                         | Sieger                           | Finalgegner                        | Ergebnis          |
| ---------------------------- | -------------------------------- | ---------------------------------- | ----------------- |
| 2024                         | Fernando Romboli Matías Soto     | Karol Drzewiecki Piotr Matuszewski | 7:65, 7:64        |
| 2023                         | Guido Andreozzi Ignacio Carou    | Diego Hidalgo Cristian Rodríguez   | 6:4, 6:4          |
| 2017–2022: nicht ausgetragen |                                  |                                    |                   |
| 2016                         | Rubén Ramírez Hidalgo Pere Riba  | André Ghem Fabrício Neis           | 6:73, 6:4, [10:7] |
| 2011–2015: nicht ausgetragen |                                  |                                    |                   |
| 2010                         | Dominik Meffert Leonardo Tavares | Ramón Delgado André Sá             | 6:1, 4:6, 7:64    |